# Ardanio
El ardanio o ardanion (en griego ἀρδάνιον o ἀρδάλιον, jarro de agua) era una vasija de arcilla que colocaban en Grecia a la puerta de la casa mortuoria, durante el tiempo en que permanecía expuesto un cadáver, con el agua destinada a las purificaciones.
El mismo nombre se daba a la vasija que servía para abrevar a las caballerías.